# Перед класом (телефільм)
Перед класом  (англ. Front of the Class) — американський драматичний фільм 2008 року режисера Пітера Вернера. Екранізація однойменної книжки Бреда Коена.

## Сюжет
З шкільного віку Бред Коен має проблеми з дисципліною в класі. Він часто сіпається і вигукує на уроці якісь незрозумілі звуки. Лікарі не знають, що з ним. Тому мати сама починає  шукати відповідь у медичній літературі. Через деякий час вона розуміє, що у її сина синдром Туретта. У середній школі трапилася подія яка "відкрила" двері у нове життя хлопцю.  Бред завдяки підтримці директора  закінчує звичайну школу і хоче здійснити свою мрію — стати вчителем.

## Ролі виконують
- Джеймс Вок[en] — Бред Коен
- Тріт Вільямс — Норман Коен, батько
- Патриція Гітон — Хелена Коен, мати
- Домінік Скот Кей[en] — Бред школяр
- Кетлін Йорк[en] — Діана
- Джонні Пакар[en] — Джеф

## Навколо фільму
- Фільм був знятий у місті Шривпорті, штат Луїзіана, США.
- Прем'єра фільму відбулася 7 грудня 2008 року в ефірі на каналі CBS.
- Справжній Бред Коен у телефільмі з'являється під час концерту оркестру школи як вчитель, що стоїть у задній частині залу в барвистій краватці.
- Хоч сіпання зменшується для більшості дітей, коли вони переростають свій підлітковий вік, Бред Коен все ще має часті та гучні голосові тики.[1]